# غدد مخاطی بینی

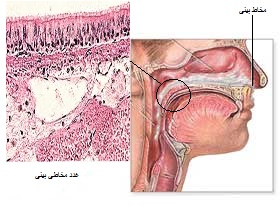
غدد مخاطی بینی با بافت آستر در شکل

غدد مخاطی بینی (به انگلیسی: Nasal glands، Seromucous glands) به مجموعه غددی که در منطقه تنفسی از غشاء مخاطی بینی قرار دارند، غدد مخاطی بینی می‌گویند. غدد درون بینی سه نوع عمده دارند: غدد قدامی سروز، غدد مخاطی، و غدد بومن. این غدد از غدد برون‌ریز هستند.

## غدد
1. غدد سروز قدامی

غدد قدامی بینی به مرطوب بودن بینی با مخاط کمک می‌کنند.
1. غدد مخاطی بینی

غدد مخاطی بینی در درجه اول در حفره قدامی بینی قرار دارد، و وظیفه آن ترشح مخاط است.
1. غدد بومن

غدد بومن در منطقه بویایی به بو کردن کمک کنند.

## حفرهٔ بینی از لحاظ بافت‌شناسی
1. قسمت قدامی بینی، دهلیز نامیده می‌شود. دارای موهای کوتاه، غدد چربی و غدد عرق است.
2. قسمت خلفی حفره بینی توسط اپی‌تلیوم تنفسی پوشیده شده و بدین جهت، ناحیه تنفسی نیز نامیده می‌شود.
3. در زیر اپی‌تلیوم ناحیهٔ تنفسی، آستر قرار گرفته که حاوی غدد مختلط سروزی و موکوسی و اجسام تورمی است.
4. بافت همبند آستر، حاوی سلول‌هایی است که آنتی‌بادی‌های مترشحه به وسیله آن‌ها مخاط بینی را در مقابل میکروب‌ها، حفاظت می‌کند.
5. اجسام تورمی، شبکه‌های وریدی وسیع هستند. تجمع خون در اجسام تورمی، باعث انسداد یکی از مجاری بینی می‌شود و این امر مانع از خشک شدن مخاط تنفسی در اثر عبور هوا می‌شود.
6. اجسام تورمی و سیستم عروق بینی، در گرم کردن هوای دَم نقش مهمی دارند.